# Emily Stellato
Emily Stellato (* 31. Mai 1982) ist eine ehemalige italienische Tennisspielerin.

## Karriere
Während ihrer Tennislaufbahn konnte sie ein WTA-Turnier im Doppel gewinnen sowie zwei im Einzel und sieben im Doppel der ITF-Tour.

## Turniersiege

### Doppel
| Nr. | Datum     | Turnier | Kategorie  | Belag | Partnerin             | Finalgegnerinnen                                   | Ergebnis |
| --- | --------- | ------- | ---------- | ----- | --------------------- | -------------------------------------------------- | -------- |
| 1.  | Juli 2003 | Palermo | WTA Tier V | Sand  | Adriana Serra Zanetti | María José Martínez Sánchez Arantxa Parra Santonja | 6:4, 6:2 |